# Daniele di Waldeck
Daniele di Waldeck (1º agosto 1530 – Waldeck, 7 giugno 1577) fu conte regnante di Waldeck-Wildungen dal 1574 al 1577. Era figlio di Filippo IV di Waldeck e della sua prima moglie, Margherita della Frisia orientale.
Nonostante i genitori fossero calvinisti, egli si convertì al cattolicesimo e, nel 1550, divenne canonico di Strasburgo. Tuttavia, dopo poco, si dovette arruolare nell'esercito francese.
Il 4 aprile 1567 era uno dei portatori della bara al funerale del Langravio Filippo I d'Assia. Probabilmente a questo funerale, egli conobbe Barbara (1536-1597), una delle figlie di Filippo e vedova del conte Giorgio I di Württemberg-Mömpelgard (1498-1558). La sposò l'11 novembre 1568. I loro stemmi combinati si possono ancora trovare sulle scalinata della torre del castello di Waldeck. Il matrimonio rimase senza figli.
Dopo la morte del padre, nel 1574, eredito il castello di Waldeck e metà del distretto di Waldeck, nonché la città e il distretto di Naumburg.
Daniele morì il 7 giugno 1577 e fu sepolto nella cripta di famiglia nell'abbazia di Marienthal a Netze (oggigiorno parte di Waldeck). Fu succeduto dal fratello minore Enrico IX che morì il 3 ottobre dello stesso anno.

## Ascendenza
|                                   |                                 |                                 | Genitori                 |  |  | Nonni |  |  | Bisnonni                            |  |  | Trisnonni            |  |
|                                   |                                 |                                 |                          |  |  |       |  |  | Filippo I, conte di Waldeck-Waldeck |  |  | Volrado I di Waldeck |  |
|                                   |                                 |                                 |                          |  |  |       |  |  | Filippo I, conte di Waldeck-Waldeck |  |  | Volrado I di Waldeck |  |
|                                   |                                 | Barbara di Wertheim             |                          |  |  |       |  |  | Filippo I, conte di Waldeck-Waldeck |  |  |                      |  |
| Enrico VIII di Waldeck            |                                 |                                 |                          |  |  |       |  |  | Filippo I, conte di Waldeck-Waldeck |  |  |                      |  |
|                                   |                                 | Giovanna di Nassau-Dillenburg   | Giovanni IV di Nassau    |  |  |       |  |  |                                     |  |  |                      |  |
|                                   |                                 | Giovanna di Nassau-Dillenburg   | Giovanni IV di Nassau    |  |  |       |  |  |                                     |  |  |                      |  |
|                                   |                                 | Giovanna di Nassau-Dillenburg   | Maria di Loon-Dillenburg |  |  |       |  |  |                                     |  |  |                      |  |
| Filippo IV di Waldeck             |                                 | Giovanna di Nassau-Dillenburg   |                          |  |  |       |  |  |                                     |  |  |                      |  |
|                                   |                                 | Guglielmo II, signore di Runkel | …                        |  |  |       |  |  |                                     |  |  |                      |  |
|                                   |                                 | Guglielmo II, signore di Runkel | …                        |  |  |       |  |  |                                     |  |  |                      |  |
|                                   |                                 | Guglielmo II, signore di Runkel | …                        |  |  |       |  |  |                                     |  |  |                      |  |
| Anastasia di Runkel               |                                 | Guglielmo II, signore di Runkel |                          |  |  |       |  |  |                                     |  |  |                      |  |
|                                   |                                 | Ermengarda di Rollingen         | …                        |  |  |       |  |  |                                     |  |  |                      |  |
|                                   |                                 | Ermengarda di Rollingen         | …                        |  |  |       |  |  |                                     |  |  |                      |  |
|                                   |                                 | Ermengarda di Rollingen         | …                        |  |  |       |  |  |                                     |  |  |                      |  |
| Daniele di Waldeck                |                                 | Ermengarda di Rollingen         |                          |  |  |       |  |  |                                     |  |  |                      |  |
|                                   | Ulrico I della Frisia orientale | Enno Edzardisna                 |                          |  |  |       |  |  |                                     |  |  |                      |  |
|                                   | Ulrico I della Frisia orientale | Enno Edzardisna                 |                          |  |  |       |  |  |                                     |  |  |                      |  |
|                                   | Ulrico I della Frisia orientale | Gela di Manslagt                |                          |  |  |       |  |  |                                     |  |  |                      |  |
| Edzardo I della Frisia orientale  | Ulrico I della Frisia orientale |                                 |                          |  |  |       |  |  |                                     |  |  |                      |  |
|                                   |                                 | Theda Ukena                     | Udo Fockena              |  |  |       |  |  |                                     |  |  |                      |  |
|                                   |                                 | Theda Ukena                     | Udo Fockena              |  |  |       |  |  |                                     |  |  |                      |  |
|                                   |                                 | Theda Ukena                     | Attena von Dornum Hebe   |  |  |       |  |  |                                     |  |  |                      |  |
| Margherita della Frisia orientale |                                 | Theda Ukena                     |                          |  |  |       |  |  |                                     |  |  |                      |  |
|                                   |                                 | …                               | …                        |  |  |       |  |  |                                     |  |  |                      |  |
|                                   |                                 | …                               | …                        |  |  |       |  |  |                                     |  |  |                      |  |
|                                   |                                 | …                               | …                        |  |  |       |  |  |                                     |  |  |                      |  |
| Elisabetta di Rietberg            |                                 | …                               |                          |  |  |       |  |  |                                     |  |  |                      |  |
|                                   |                                 | …                               | …                        |  |  |       |  |  |                                     |  |  |                      |  |
|                                   |                                 | …                               | …                        |  |  |       |  |  |                                     |  |  |                      |  |
|                                   |                                 | …                               | …                        |  |  |       |  |  |                                     |  |  |                      |  |
|                                   |                                 | …                               |                          |  |  |       |  |  |                                     |  |  |                      |  |